# 吉岡なつき
吉岡 なつき（よしおか なつき、1996年8月29日 - ）は、日本の元ジュニアアイドル。
東京都出身。アウトラン4871所属。

## 概要
趣味・特技は料理、お菓子作り。

## 作品

### DVD&BD
- エバーシンス（2012年1月31日、大洋図書）
- 萌え萌え（2012年2月17日、エンジェル）
- なつレモン（2012年3月30日、エスデジタル）
- Fresh Smile ～なつきのきせつ～（2012年5月30日、オルスタックソフト販売）
- なつきの放課後日記（2012年6月29日、オルスタックソフト販売）
- 萌え萌え 2（2012年7月6日、エンジェル）
- 純情メイト（2012年8月20日、タスクビジュアル）
- Fresh Smile ～なつきのきせつ～ 限定版（2018年8月30日、オルスタックソフト販売）

### イベント
- 吉岡なつき『なつレモン』 DVD発売記念イベント